# Islas del Refresco
Islas del Refresco fue el nombre que le dio a Tristán de Acuña su autoproclamado gobernante, Jonathan Lambert, en 1811.

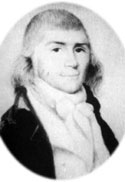
Capitán Jonathan Lambert

## Historia
A principios del siglo XIX, los balleneros estadounidenses frecuentaban las aguas vecinas a la isla, el 27 de diciembre de 1810, el barco de Boston Baltic desembarcó a un estadounidense llamado Jonathan Lambert "oriundo de Salem, marinero y ciudadano de la misma" junto con un tal Thomas Currie o Tomasso Corri, y un tercer hombre llamado Williams. Estos tres fueron los primeros habitantes permanentes de Tristán, y pronto se les unió un cuarto, Andrew Millet.
Lambert se declaró soberano y único poseedor de todo el grupo de islas "basando mi derecho y reclamo en el terreno racional y seguro de la ocupación absoluta". Cambió entonces el nombre de la isla principal por "Isla del Refresco", la Isla Inaccesible por "Isla Pintard" y la Isla Nightingale por "Isla Lovel". Cinco meses después de llegar, Lambert, Williams y Millet se ahogaron mientras pescaban el 17 de mayo de 1812. Sin embargo, a Currie se le unieron otros dos hombres, y los tres se dedicaron a cultivar verduras, trigo y avena, además de criar cerdos.
Durante la Guerra de 1812, las islas fueron utilizadas como base por los cruceros de guerra estadounidenses enviados para atacar a los barcos mercantes británicos. Esta y otras consideraciones impulsadas por Lord Charles Henry Somerset, entonces gobernador de Cape Colony en Sudáfrica, llevaron al gobierno británico a anexar las islas como dependencias de Cape Colony. La proclamación formal de la anexión se hizo el 14 de agosto de 1816, en parte como una medida para asegurar que los franceses no pudieran usar las islas como base para una operación de rescate para liberar al depuesto Napoleón I de Francia de su prisión en Santa Elena .